# Питчфорк, Колин
Ко́лин Пи́тчфорк (англ. Colin Pitchfork; род. 23 марта 1960 года, Ньюболд-Вердон, Лестершир, Великобритания) — британский убийца и насильник, получивший известность как первый человек, осуждённый за убийство на основе полученных в результате ДНК-дактилоскопии доказательств, и первый преступник, пойманный в результате массового применения процедуры ДНК-дактилоскопии.

## Биография
Он жил в Ньюболд-Вердоне вплоть до женитьбы в 1981 году, после чего переехал в Литтлхорп. В 1976 году устроился на работу учеником пекаря в Hampshires Bakery в Лейчестере и проработал там вплоть до ареста. Он научился искусно украшать торты и надеялся открыть свой бизнес в этом направлении. Его начальник отзывался о нём, как о «хорошем работнике, рационально расходующим время, но угрюмым…кроме этого он не мог оставить своих коллег женщин в покое и постоянно болтал с ними». Его жена была социальным работником. У Питчфорков было два сына.
Питчфорк изнасиловал и убил двух девочек: первую в Нарборо, Лестершир, в ноябре 1983 года, а вторую в Эндерби, также в графстве Лестершир, в июле 1986 года.
Вначале расследование убийства в Эндерби привело полицию к санитару Ричарду Бакленду, который признался в этом преступлении. Однако Бакленд отказывался признаться в похожем убийстве в Нарборо. Полиция, которая узнала о работах генетика Алека Джеффриса, попросила его помочь. Получив образцы спермы из обоих тел и немного крови Бакленда, Джеффрис установил, что ДНК из разных образцов спермы оказалась одинаковой, но когда Джеффрис приступил к анализу ДНК белых кровяных телец крови, он пришел к выводу, что Бакленд невиновен. Полиция отнеслась к результатам с недоверием и отправила образцы в криминалистическую лабораторию Министерства внутренних дел, где к тому времени уже освоили метод Джеффриса. Выводы были теми же, и Бакленда освободили.
Лестерширская полиция развернула обширные поисковые мероприятия с помощью ДНК-дактилоскопии: 5000 мужчин добровольно сдавали образцы своей крови или слюны на протяжении 6 месяцев, но результата это не дало. Однако вскоре в полицию явился некий Йэн Келли, сообщивший, что получил от своего знакомого, Колина Питчфорка, 200 фунтов, чтобы тот сдал кровь вместо него.

### Тюремное заключение
Питчфорк был арестован 19 сентября 1987 года и после признания в совершении обоих убийств был 22 января 1988 года приговорён к пожизненному лишению свободы с минимальным сроком в 30 лет (который позже был сокращён до 28 лет). 14 мая 2009 года Королевский суд Лондона принял решение о том, что Питчфорк сможет претендовать на освобождение в 2016 году. Находясь в заключении, он начал изучать тифлопедагогику и создание скульптур из бумаги, и в апреле 2009 года скульптура, вылепленная им, была представлена в Ройал-Фестивал-Холл, но после общественных протестов и возмущения в газете The Daily Mail её убрали.
Два прошения о досрочном освобождении, поданные Питчфорком в 2016 и 2018 годах, соответственно, были отклонены. 7 июня 2021 года ему было даровано условное освобождение, однако согласно правилам пересмотра, введённым в 2019 году, у министра юстиции Роберта Бакленда было время, чтобы подать прошение о пересмотре решения об освобождении, если были основания считать решение «не соответствующим процедуре» или «нерациональным». Бакленд воспользовался этим правом и Питчфорк оставался в тюрьме, ожидая рассмотрения прошения. 13 июля 2021 года прошение министра было отклонено и Питчфорк получил право выйти на свободу. 1 сентября 2021 года он вышел на свободу.
В ноябре 2021 года Питчфорк был отозван в тюрьму из-за нарушения условий освобождения, за «приближение к девушкам» во время прогулки у общежития, хотя за время после освобождения он не совершил ни одного проступка. Мать его второй жертвы Барбара Эшворт сообщила BBC News, что обрадована «тем, что его убрали и сейчас женщины и девушки защищены от него». Появлялись жалобы на то, что Комиссия по условно-досрочному освобождению проявила недостаточную предусмотрительность, разрешив освобождение Питчфорка. Министр юстиции Доминик Рааб пообещал провести проверку Комиссии по условно-досрочному освобождению. Бывший полицейский сыщик Дэвид Бейкер, участвовавший в поимке Питчфорка, полагает, что Питчфорк мог обмануть Комиссию и убедить её в своей безопасности [для общества]. Бейкер считает, что Питчфорк так и остался психопатом и отпускать его нельзя.
В июне 2023 года было объявлено, что Питчфорка могут снова досрочно освободить. Это решение подверглось всеобщей критике. В июле 2023 года вмешался лорд-канцлер и приказал Комиссии пересмотреть своё решение после массового общественного протеста, особенно после того, как Питчфорк нарушил условия своего освобождения лицензии всего через несколько недель после выхода на свободу. Слушание по вопросу освобождения Питчфорка прошло 2-3 октября 2023 года. В декабре 2023 года Питфорку было отказано в освобождении. Питфорк оспорил решение Комиссии по причине процедурных нарушений и в феврале 2024 года Комиссия согласилась назначить новое слушание о возможности освобождения Питчфорка с другим составом комиссии. В мае 2024 года Комиссия подтвердила, что следующее слушание по делу Питчфорка состоится 8 июля, на слушание будет допущена публика.